# Plasma riche en plaquettes

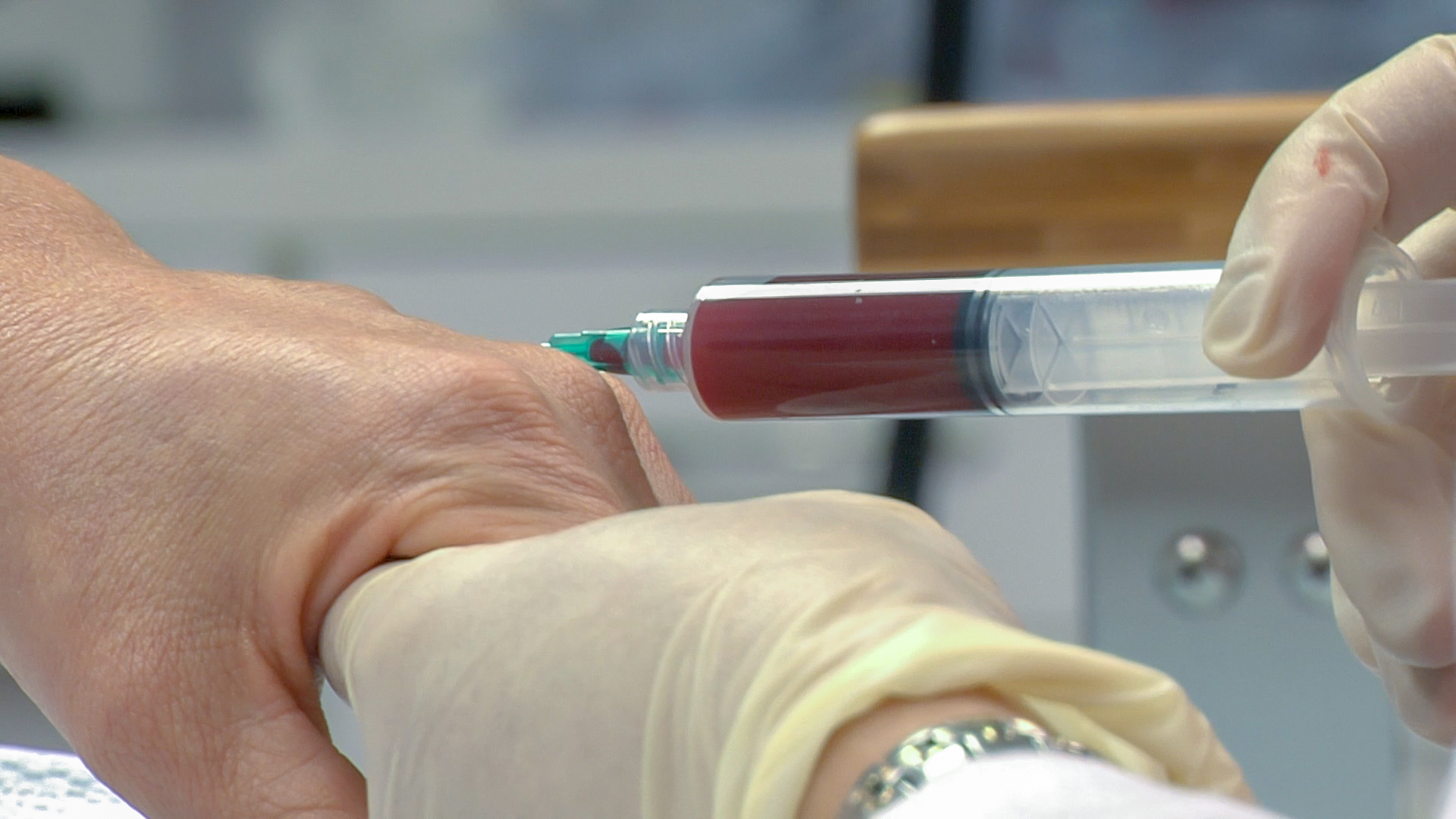
Injection de PRP (plasma riche en plaquettes) dans une main.

Le plasma riche en plaquettes (abréviation PRP), ou plasma riche en facteurs de croissance (abréviation anglaise PRGF) est du plasma sanguin enrichi en plaquettes par une centrifugation.
Le PRP est une source concentrée de plaquettes autologues. Il contient et relâche par dégranulation différents facteurs de croissance et cytokines capables de stimuler la régénération de certains tissus et de l'angiogenèse. Il est ainsi utilisé dans de nombreuses indications médicales et esthétiques.

## Histoire
Le premier rapport publié sur l'utilisation de PRP date de 1987, c'était un cas de chirurgie cardiaque en Italie. Il semblerait cependant que la première utilisation de PRP date de 1968, par un dentiste allemand.

## Utilisations
Il est utilisé notamment en injection intra-articulaire en cas d'arthrose. Il permet une réduction des douleurs et une amélioration de la fonction articulaire, en particulier au niveau du genou, du moins à court terme. Néanmoins, à un an, il ne fait pas mieux que le placebo. L'efficacité au niveau de la cheville est également beaucoup plus discutable. Le PRP ne fait pas partie des traitements préconisés dans les principales recommandations internationales sur le traitement de l'arthrose.
L'utilisation de PRP au coude sur les épicondylites latérales donne de meilleurs résultats que les infiltrations de corticostéroïdes sur le long terme. Le PRP semble également donner des résultats similaire à la chirurgie en termes de récupération fonctionnelle et de niveau de douleur.
Il a été démontré une efficacité supérieure du PRP pour diminuer la douleur à moyen et long terme sur les tendinopathies d'épaule en comparaison au placebo (injection de solution saline), aux exercises ou au dry needling. En revanche n'y a pas de différence sur la douleur à 3 semaines et sur l'amélioration fonctionnelle.